# Список медалей СССР
Медали СССР — государственные награды Советского Союза, призванные поощрить за особые заслуги в коммунистическом строительстве, защите социалистического Отечества, а также за иные особые заслуги перед государством и обществом. Государственные награды СССР включали в себя высшие степени отличия — звания Герой Советского Союза, Герой Социалистического Труда, «Город-Герой», «Крепость-Герой», «Мать-героиня», 20 орденов, 55 медалей, 19 почётных званий СССР. Кроме государственных наград, была ещё ведомственная медаль — «За безупречную службу». Она была трёх степеней.

## Основные положения
В пункте 9 статьи 121 Конституции СССР говорилось, что ордена и медали СССР мог утверждать только Президиум Верховного Совета СССР. Таким образом медали учреждённые ведомствами не являются государственными наградами СССР. 3 июля 1979 года Президиум Верховного Совета СССР утвердил «Общее положение об орденах, медалях и почётных званиях СССР». В статьях 15—17 IV главы «Общего положения» был приведён список медалей СССР, собранных в восемь групп:
- Медали — знаки особого отличия;
- Медали для награждения за трудовые заслуги;
- Медали для награждения за заслуги в защите социалистического Отечества и другие военные заслуги;
- Медали для награждения за заслуги в решении важнейших народнохозяйственных задач СССР;
- Медали для награждения матерей за многодетность и воспитание детей;
- Медали для награждения за заслуги при исполнении гражданского и служебного долга;
- Медали для награждения за заслуги и отличия в период Великой Отечественной войны, в обороне, взятии и освобождении городов и территорий;
- Медали для награждения в связи с важнейшими юбилейными датами в истории советского народа.

Ходатайствовать о награждении медалями СССР могли государственные структуры (министерства, ведомства, комитеты), партийные и общественные организации, руководители предприятий и командиры воинских частей. Решение о награждении принималось Президиумом Верховного Совета СССР. В награждение проводилось от имени и по поручению Президиума. Во время Великой Отечественной войны право награждать отдельными государственными наградами СССР делегировалось командирам частей и соединений в диапазоне от командующего фронтом до командира полка. Правила ношения медалей СССР и лент медалей на планках (порядок размещения, расстояния между наградами, размещение в рядах и пр.) регламентировалось рядом Указов Президиума Верховного Совета СССР, последний из которых был издан 28 марта 1980 года. В соответствии с этим указом все медали, кроме медали «За отличие в воинской службе», носились на левой стороне груди и располагались после орденов. Исключением была юбилейная медаль «За доблестный труд (За воинскую доблесть). В ознаменование 100-летия со дня рождения Владимира Ильича Ленина», которая носилась выше орденов, но ниже медали «Золотая Звезда» и золотой медали «Серп и Молот», а при их отсутствии на месте знаков особого отличия. Единственной медалью, носившейся на правой стороне груди, была медаль «За отличие в воинской службе», которая размещалась ниже орденов. Ленты на планках носились на левой стороне груди. Ленты к знакам особого отличия не носились, а «Медаль материнства» ленты не имела. Медали иностранных государств и их ленты на планках носились ниже государственных наград СССР.
Президиум Верховного Совета СССР мог лишить государственных наград СССР в соответствии со статьями 40 и 41 главы IX «Лишение государственных наград СССР» «Общего положения». Так же в «Общем положении» (глава X, статьи 42 и 43) определялась ответственность за незаконные действия по отношению к государственным наградам СССР.

## История
10 (23) ноября 1917 года ВЦИК и Совет народных комиссаров издали декрет «Об уничтожении сословий и гражданских чинов», который упразднял все ордена, медали и другие знаки отличия, существовавшие в дореволюционной России. 9 (22) января 1919 года Народный комиссариат имущества своим постановлением упразднил Капитул орденов. Таким образом, наградная система революционной России и, позже, Советского Союза не наследовала традиций царской России и Временного правительства. История советской наградной системы начинается 16 сентября 1918 года, когда ВЦИК учредил первый советский орден — орден Красного Знамени РСФСР. 1 августа 1924 года этот орден стал общим для всех республик образованного 30 декабря 1922 года Союза Советских Социалистических Республик (СССР). Первой советской медалью стала юбилейная медаль «XX лет Рабоче-Крестьянской Красной Армии», учреждённая 24 января 1938 года. До этого учреждались только ордена и высшая степень отличия — звание Героя Советского Союза. Первые боевые медали «За отвагу» и «За боевые заслуги» были учреждены 17 октября 1938 года для награждения участников боёв у озера Хасан. 27 декабря того же года были учреждены медали за трудовые заслуги — медали «За трудовую доблесть» и «За трудовое отличие». Завершает довоенный период учреждение двух медалей, которые не вручались самостоятельно, а были знаками особого отличия — медаль «Золотая Звезда» и золотая медаль «Серп и Молот». В целом к началу Великой Отечественной войны наградная система Советского Союза содержала пять орденов и семь медалей, которые позволяли награждать за военные, трудовые и особые заслуги перед государством.
Первыми наградами военного времени стали четыре медали за оборону: «За оборону Ленинграда», «За оборону Одессы», «За оборону Севастополя», «За оборону Сталинграда». Все четыре медали имеют одну дату учреждения — 22 декабря 1942 года. Примечательно, что, несмотря на эвакуацию Монетного двора из Ленинграда в Краснокамск (где с 1941 по 1944 год чеканилось большинство орденов и медалей), ленинградцы в условиях блокады смогли наладить производство медали «За оборону Ленинграда» и к 1 декабря 1943 года отчеканили 2200 медалей. Кроме вышеназванных медалей до конца войны было учреждено несколько боевых медалей и одна мирная: Медаль «Партизану Отечественной войны» двух степеней, медали Ушакова и Нахимова, медали «За оборону Москвы», «За оборону Кавказа», «За оборону Советского Заполярья» и «Медаль материнства» двух степеней. 9 мая 1945 года была учреждена медаль «За победу над Германией в Великой Отечественной войне 1941—1945 гг.», а 6 июня была учреждена медаль для тружеников тыла — медаль «За доблестный труд в Великой Отечественной войне 1941—1945 гг.». Но на этих наградах военный период не закончился: по ходатайству Народного комиссариата обороны 7 июня 1945 года было учреждено сразу семь медалей — «За взятие Будапешта», «За взятие Кёнигсберга», «За взятие Вены», «За взятие Берлина», «За освобождение Белграда», «За освобождение Варшавы», «За освобождение Праги». 30 сентября того же года была учреждена медаль «За победу над Японией». Последняя медаль военного периода — «За оборону Киева» — была учреждена 21 июня 1961 года. К военному периоду также относится введение лент к медалям СССР. Ленты изготавливались из муарового шёлка шириной 24 мм и закреплялись на пятиугольных колодках. Исключением являлась лента к медалям «Золотая Звезда» и «Серп и Молот» — она изготавливалась из муарового шёлка красного цвета шириной 20 мм. Тогда же были введены планки для ношения лент без медалей (высота планки 12 мм).
20 сентября 1947 года в наградной системе СССР появляется новый тип медали: в память юбилея города. Первой медалью в этом ряду стала медаль «В память 800-летия Москвы», позже были учреждены медаль «В память 250-летия Ленинграда» (16 мая 1957 года) и медаль «В память 1500-летия Киева» (10 мая 1982 года). Экономика, разрушенная войной, требовала участия всей страны для восстановления. Наградная система, отвечая на потребности времени, стала пополняться трудовыми медалями. 10 сентября 1948 года была учреждена медаль «За восстановление угольных шахт Донбасса», а 18 мая 1948 года учреждена медаль «За восстановление предприятий чёрной металлургии юга». 22 февраля 1948 года учреждается юбилейная медаль «30 лет Советской Армии и Флота», которая заложила традицию к каждому десятилетнему юбилею Советской Армии учреждать юбилейную медаль: юбилейная медаль «40 лет Вооружённых Сил СССР», юбилейная медаль «50 лет Вооружённых Сил СССР», юбилейная медаль «60 лет Вооружённых Сил СССР», юбилейная медаль «70 лет Вооружённых Сил СССР», которая оказалась последней медалью СССР.
В 1950 году было учреждено две медали «за отличие»: «За отличие в охране государственной границы СССР», которой награждались пограничники и другие граждане, отличившиеся при охране госграницы, и «За отличную службу по охране общественного порядка», которой награждались милиционеры и граждане, отличившиеся при предотвращении преступлений и поимке уголовных правонарушителей. 20 октября 1956 года была учреждена медаль для поощрения целинников — «За освоение целинных земель». В 1957 году было учреждено две медали за персональную отвагу: «За спасение утопающих» и «За отвагу на пожаре».
14 сентября 1957 года произошло значительное изменение наградной системы СССР — была отменена практика награждения государственными наградами СССР за выслугу лет. Одновременно Президиум Верховного Совета СССР поручал соответствующим ведомствам учредить ведомственную медаль «За безупречную службу».
7 мая 1965 года медалью «Двадцать лет Победы в Великой Отечественной войне 1941—1945 гг.» была заложена традиция учреждать юбилейные медали к каждому юбилею Победы: юбилейная медаль «Тридцать лет Победы в Великой Отечественной войне 1941—1945 гг.», юбилейная медаль «Сорок лет Победы в Великой Отечественной войне 1941—1945 гг.». В 1967 году была учреждена юбилейная медаль «50 лет советской милиции» — единственная юбилейная медаль, связанная с органами правопорядка. 5 ноября 1969 года была учреждена медаль, посвящённая событию, которое должно было состояться в апреле 1970 года: юбилейная медаль «За доблестный труд (За воинскую доблесть). В ознаменование 100-летия со дня рождения Владимира Ильича Ленина». Медаль вручалась трём разным группам награждаемых (граждане СССР, военнослужащие СССР и иностранные граждане) и для каждой из них на реверсе медали размещался различный текст.
18 января 1974 года, одновременно с учреждением ордена Трудовой Славы (трёх степеней), была учреждена медаль «Ветеран труда», награждение которой приурочивалось к выходу на пенсию. В том же году была учреждена медаль «За отличие в воинской службе» двух степеней — это была единственная медаль, которая носилась на правой стороне груди, ниже орденов. А 20 мая 1976 года была учреждена медаль «Ветеран Вооружённых Сил СССР», которая являлась аналогом гражданской медали «Ветеран труда» и вручалась военнослужащим, прослужившим 25 календарных лет. Далее последовали три «созидательные» медали: «За строительство Байкало-Амурской магистрали», «За преобразование Нечерноземья РСФСР», «За освоение недр и развитие нефтегазового комплекса Западной Сибири». Последней медалью 70-х годов стала медаль «За укрепление боевого содружества», которой награждались граждане стран — участниц Организации Варшавского договора.
22 августа 1988 года было принято постановление, прекращавшее практику повторного награждения медалью "Золотая Звезда и золотой медалью «Серп и Молот».

## Список
Основным источником является Володин А. Н., Мерлай Н. М. Медали СССР. — СПб.: Печатный двор, 1997. — 301 с. — 3000 экз. — ISBN 5-7062-0111-0.
Список составлен в хронологическом порядке по мере учреждения медалей. В случае учреждения медалей в один день порядок соответствует основному источнику.
В разделе «Изображение» представлены только варианты, которые массово вручались награждённым. Даты незначительных изменений описания или изменения, не привёдшие к замене ранее выданных наград, приведены в разделе «Дата изменения описания медали». Значительные изменения описания медали иллюстрированы отдельной строкой.

### Легенда
| Цвет заливки выделенной группы медалей                                                                                                  |
| --- |
| Медали — знаки особого отличия |
| Медали для награждения за трудовые заслуги                                                                                              |
| Медали для награждения за заслуги в защите социалистического Отечества и другие военные заслуги                                         |
| Медали для награждения за заслуги в решении народнохозяйственных задач СССР                                                             |
| Медали для награждения матерей за многодетность и воспитание детей                                                                      |
| Медали для награждения за заслуги при исполнении гражданского и служебного долга                                                        |
| Медали для награждения за заслуги и отличия в период Великой Отечественной войны, в обороне, взятии и освобождении городов и территорий |
| Медали для награждения в связи с важнейшими юбилейными датами в истории советского народа                                               |

| Изображение | Планка                                           | Полное название | Дата учреждения медали               | Дата изменения описания медали                         | Даты изменения Положения о медали                                                                              | Количество награждений | Комментарии                                                                                                 |
| ----------- | ------------------------------------------------ | --- | ------------------------------------ | ------------------------------------------------------ | --- | ---------------------- | --- |
|             |                                                  | Юбилейная медаль «XX лет Рабоче-Крестьянской Красной Армии»                                                                     | 24 января 1938 года                  |                                                        | | 37 504                 | |
|             |                                                  | Юбилейная медаль «XX лет Рабоче-Крестьянской Красной Армии»                                                                     | 19 июня 1943 года, 27 июля 1981 года |                                                        | | 37 504                 | |
|             |                                                  | Медаль «За отвагу» | 17 октября 1938 года                 |                                                        | 16 декабря 1947 года, 28 марта 1980 года, 27 июля 1981 года                                                    | 4 569 893              | |
|             |                                                  | Медаль «За отвагу» | 19 июля 1943 года                    |                                                        | | 4 569 893              | |
|             |                                                  | Медаль «За боевые заслуги» | 17 октября 1938 года                 |                                                        | 19 декабря 1947 года, 28 марта 1980 года                                                                       | 5 210 078              | |
|             |                                                  | Медаль «За боевые заслуги» |                                      | 19 июня 1943 года, 27 июля 1981 года                   | | 5 210 078              | |
|             |                                                  | Медаль «За трудовую доблесть»                                                                                                   | 27 декабря 1938 года                 |                                                        | 19 декабря 1947 года, 28 марта 1980 года                                                                       | 1 825 100              | |
|             |                                                  | Медаль «За трудовую доблесть»                                                                                                   | 19 июня 1943 года                    |                                                        | | 1 825 100              | |
|             |                                                  | Медаль «За трудовое отличие» | 27 декабря 1938 года                 |                                                        | 19 декабря 1947 года, 28 марта 1980 года                                                                       | 2 146 400              | |
|             |                                                  | Медаль «За трудовое отличие» | 19 июня 1943 года                    |                                                        | | 2 146 400              | |
|             |                                                  | Медаль «Золотая Звезда» | 1 августа 1939 года                  |                                                        | | 12 745                 | Знак отличия Героя Советского Союза; самостоятельно не вручалась                                            |
|             |                                                  | Медаль «Золотая Звезда» | 19 июня 1943 года, 27 июля 1981 года |                                                        | | 12 745                 | Знак отличия Героя Советского Союза; самостоятельно не вручалась                                            |
|             |                                                  | Золотая медаль «Серп и Молот»                                                                                                   | 22 мая 1940 года                     |                                                        | | 20 605                 | Знак отличия Героя Социалистического Труда; самостоятельно не вручалась                                     |
|             |                                                  | Золотая медаль «Серп и Молот»                                                                                                   | 19 июня 1943 года, 27 июля 1981 года |                                                        | | 20 605                 | Знак отличия Героя Социалистического Труда; самостоятельно не вручалась                                     |
|             |                                                  | Медаль «За оборону Ленинграда»                                                                                                  | 22 декабря 1942 года                 | 27 марта 1943 года, 7 мая 1943 года, 19 июня 1943 года | 18 июля 1980 года                                                                                              | около 1 496 000        | |
|             |                                                  | Медаль «За оборону Одессы» | 22 декабря 1942 года                 | 27 марта 1943 года, 7 мая 1943 года, 19 июня 1943 года | 18 июля 1980 года                                                                                              | более 30 500           | Положение о порядке вручения от 28 апреля 1943 года                                                         |
|             |                                                  | Медаль «За оборону Севастополя»                                                                                                 | 22 декабря 1942 года                 | 27 марта 1943 года, 7 мая 1943 года, 19 июня 1943 года | 18 июля 1980 года                                                                                              | 52 540                 | |
|             |                                                  | Медаль «За оборону Сталинграда»                                                                                                 | 22 декабря 1942 года                 | 27 марта 1943 года, 7 мая 1943 года, 19 июня 1943 года | 18 июля 1980 года                                                                                              | 759 560                | |
|             |                                                  | Медаль «Партизану Отечественной войны» I степени                                                                                | 2 февраля 1943 года                  | 19 июня 1943 года                                      | 26 февраля 1947 года                                                                                           | 56 883                 | |
|             |                                                  | Медаль «Партизану Отечественной войны» II степени                                                                               | 2 февраля 1943 года                  | 19 июня 1943 года                                      | 26 февраля 1947 года                                                                                           | 70 992                 | |
|             |                                                  | Медаль Ушакова | 3 марта 1944 года                    |                                                        | 26 февраля 1947 года, 16 декабря 1947 года, 28 марта 1980 года                                                 | 16 080                 | |
|             |                                                  | Медаль Нахимова | 3 марта 1944 года                    |                                                        | 26 февраля 1947 года, 16 декабря 1947 года, 28 марта 1980 года                                                 | 14 020                 | |
|             |                                                  | Медаль «За оборону Москвы» | 1 мая 1944 года                      |                                                        | | 1 028 600              | Положение о порядке вручения от 22 мая 1944 года                                                            |
|             |                                                  | Медаль «За оборону Кавказа» | 1 мая 1944 года                      |                                                        | 6 мая 1944 года, 16 мая 1944 года, 2 июня 1944 года, 10 марта 1945 года, 14 марта 1945 года, 18 июля 1980 года | около 870 000          | |
|             |                                                  | «Медаль материнства» I степени                                                                                                  | 8 июля 1944 года                     |                                                        | 18 августа 1944 года, 28 мая 1973 года, 18 июля 1980 года                                                      | около 4 000 000        | |
|             |                                                  | «Медаль материнства» II степени                                                                                                 | 8 июля 1944 года                     |                                                        | 18 августа 1944 года, 28 мая 1973 года, 18 июля 1980 года                                                      | около 8 000 000        | |
|             |                                                  | Медаль «За оборону Советского Заполярья»                                                                                        | 5 декабря 1944 года                  |                                                        | | 353 240                | |
|             |                                                  | Медаль «За победу над Германией в Великой Отечественной войне 1941—1945 гг.»                                                    | 9 мая 1945 года                      |                                                        | 5 июля 1945 года                                                                                               | 14 933 000             | Положение о порядке вручения от 24 июля 1945 года                                                           |
|             |                                                  | Медаль «За доблестный труд в Великой Отечественной войне 1941—1945 гг.»                                                         | 6 июня 1945 года                     |                                                        | 5 февраля 1951 года                                                                                            | 16 096 750             | |
|             |                                                  | Медаль «За взятие Будапешта» | 9 июня 1945 года                     |                                                        | 18 июля 1980 года                                                                                              | 362 050                | Положение о порядке вручения от 31 августа 1945 года                                                        |
|             |                                                  | Медаль «За взятие Кёнигсберга»                                                                                                  | 9 июня 1945 года                     |                                                        | 5 февраля 1951 года, 18 июля 1980 года                                                                         | более 760 000          | Положение о порядке вручения от 31 августа 1945 года                                                        |
|             |                                                  | Медаль «За взятие Вены» | 9 июня 1945 года                     |                                                        | 18 июля 1980 года                                                                                              | 277 380                | Положение о порядке вручения от 31 августа 1945 года                                                        |
|             |                                                  | Медаль «За взятие Берлина» | 9 июня 1945 года                     |                                                        | 18 июля 1980 года                                                                                              | более 1 100 000        | |
|             |                                                  | Медаль «За освобождение Белграда»                                                                                               | 9 июня 1945 года                     |                                                        | | около 70 000           | Положение о порядке вручения от 31 августа 1945 года                                                        |
|             |                                                  | Медаль «За освобождение Варшавы»                                                                                                | 9 июня 1945 года                     |                                                        | | 701 700                | Положение о порядке вручения от 31 августа 1945 года                                                        |
|             |                                                  | Медаль «За освобождение Праги»                                                                                                  | 9 июня 1945 года                     |                                                        | | 400 070                | Положение о порядке вручения от 31 августа 1945 года                                                        |
|             |                                                  | Медаль «За победу над Японией»                                                                                                  | 30 сентября 1945 года                |                                                        | 5 февраля 1951 года, 18 июля 1980 года                                                                         | 1 831 000              | Положение о порядке вручения от 12 декабря 1945 года                                                        |
|             |                                                  | Медаль «За восстановление угольных шахт Донбасса»                                                                               | 10 сентября 1947 года                |                                                        | 23 июня 1951 года, 18 июля 1980 года                                                                           | более 46 350           | |
|             |                                                  | Медаль «В память 800-летия Москвы»                                                                                              | 20 сентября 1947 года                |                                                        | 23 июня 1951 года, 18 июля 1980 года                                                                           | 1 733 400              | |
|             |                                                  | Юбилейная медаль «30 лет Советской Армии и Флота»                                                                               | 22 февраля 1948 года                 |                                                        | 5 февраля 1951 года, 18 июля 1980 года                                                                         | 3 710 920              | |
|             |                                                  | Медаль «За восстановление предприятий чёрной металлургии юга»                                                                   | 18 мая 1948 года                     |                                                        | 23 июня 1951 года, 18 июля 1980 года                                                                           | 68 710                 | |
|             |                                                  | Медаль «За отличие в охране государственной границы СССР»                                                                       | 13 июля 1950 года                    | 11 февраля 1966 года                                   | 18 марта 1977 года, 18 июля 1980 года                                                                          | 67 520                 | |
|             |                                                  | Медаль «За отличную службу по охране общественного порядка»                                                                     | 1 ноября 1950 года                   | 5 сентября 1960 года                                   | 12 октября 1963 года, 18 июля 1980 года                                                                        | около 52 000           | Инструкция о порядке вручения от 6 апреля 1963 года, Инструкция о порядке вручения от 28 декабря 1983 года  |
|             |                                                  | Медаль «За освоение целинных земель»                                                                                            | 20 октября 1956 года                 |                                                        | | около 1 345 520        | |
|             |                                                  | Медаль «За спасение утопающих»                                                                                                  | 16 февраля 1957 года                 |                                                        | 18 июля 1980 года                                                                                              | более 27 000           | Инструкция о порядке вручения от 1 августа 1967 года, Инструкция о порядке вручения от 28 декабря 1983 года |
|             |                                                  | Медаль «В память 250-летия Ленинграда»                                                                                          | 16 мая 1957 года                     |                                                        | 23 мая 1957 года                                                                                               | около 1 445 900        | с 1 января 1978 года награждение было прекращено                                                            |
|             |                                                  | Медаль «За отвагу на пожаре» | 31 октября 1957 года                 | 5 сентября 1960 года                                   | 18 июля 1980 года                                                                                              | 32 690                 | Инструкция о порядке вручения от 9 ноября 1957 года, Инструкция о порядке вручения от 28 декабря 1983 года  |
|             |                                                  | Юбилейная медаль «40 лет Вооружённых Сил СССР»                                                                                  | 18 декабря 1957 года                 |                                                        | 18 июля 1980 года                                                                                              | около 820 080          | |
|             |                                                  | Медаль «За оборону Киева» | 21 июня 1961 года                    |                                                        | | 107 540                | |
|             |                                                  | Юбилейная медаль «Двадцать лет Победы в Великой Отечественной войне 1941—1945 гг.»                                              | 7 мая 1965 года                      |                                                        | 16 августа 1966 года, 19 января 1968 года                                                                      | 16 399 550             | |
|             |                                                  | Юбилейная медаль «50 лет советской милиции»                                                                                     | 20 ноября 1967 года                  |                                                        | 18 июля 1980 года                                                                                              | более 409 150          | |
|             |                                                  | Юбилейная медаль «50 лет Вооружённых Сил СССР»                                                                                  | 26 декабря 1967 года                 |                                                        | 22 февраля 1968 года, 19 декабря 1969 года, 18 июля 1980 года                                                  | около 9 527 270        | |
|             |                                                  | Юбилейная медаль «За доблестный труд (За воинскую доблесть). В ознаменование 100-летия со дня рождения Владимира Ильича Ленина» | 5 ноября 1969 года                   |                                                        | 18 июля 1980 года                                                                                              | более 11 000 000       | |
|             |                                                  | Медаль «Ветеран труда» | 18 января 1974 года                  | 29 апреля 1974 года                                    | 25 сентября 1974 года, 8 июня 1977 года, 20 апреля 1978 года, 12 апреля 1983 года                              | около 39 197 100       | Инструкция о порядке вручения от 9 декабря 1983 года                                                        |
|             |                                                  | Медаль «За отличие в воинской службе» I степени                                                                                 | 28 октября 1974 года                 |                                                        | 18 июля 1980 года                                                                                              | около 20 000           | |
|             | Медаль «За отличие в воинской службе» II степени | | 28 октября 1974 года                 | около 120 000                                          | 18 июля 1980 года                                                                                              |                        | |
|             |                                                  | Юбилейная медаль «Тридцать лет Победы в Великой Отечественной войне 1941—1945 гг.»                                              | 25 апреля 1975 года                  |                                                        | 30 января 1976 года                                                                                            | около 14 259 560       | |
|             |                                                  | Медаль «Ветеран Вооружённых Сил СССР»                                                                                           | 20 мая 1976 года                     |                                                        | 18 июля 1980 года, 10 января 1984 года                                                                         | более 880 000          | |
|             |                                                  | Медаль «За строительство Байкало-Амурской магистрали»                                                                           | 8 октября 1976 года                  |                                                        | 18 июля 1980 года                                                                                              | около 170 030          | Инструкция о порядке вручения от 13 июля 1977 года                                                          |
|             |                                                  | Медаль «За преобразование Нечерноземья РСФСР»                                                                                   | 30 сентября 1977 года                |                                                        | 18 июля 1980 года                                                                                              | более 55 000           | Инструкция о порядке вручения от 12 апреля 1978 года                                                        |
|             |                                                  | Юбилейная медаль «60 лет Вооружённых Сил СССР»                                                                                  | 28 января 1978 года                  |                                                        | 18 июля 1980 года                                                                                              | около 10 723 340       | |
|             |                                                  | Медаль «За освоение недр и развитие нефтегазового комплекса Западной Сибири»                                                    | 28 июля 1978 года                    |                                                        | | более 38 000           | Инструкция о порядке вручения от 27 сентября 1978 года                                                      |
|             |                                                  | Медаль «За укрепление боевого содружества»                                                                                      | 25 мая 1979 года                     |                                                        | 18 июля 1980 года                                                                                              | около 20 000           | |
|             |                                                  | Медаль «В память 1500-летия Киева»                                                                                              | 10 мая 1982 года                     |                                                        | | более 780 180          | |
|             |                                                  | Юбилейная медаль «Сорок лет Победы в Великой Отечественной войне 1941—1945 гг.»                                                 | 12 апреля 1985 года                  |                                                        | | около 11 268 980       | Инструкция о порядке вручения от 12 апреля 1985 года                                                        |
|             |                                                  | Юбилейная медаль «70 лет Вооружённых Сил СССР»                                                                                  | 28 января 1988 года                  |                                                        | | около 9 842 160        | |

## Комментарии
1. ↑  Данные относятся к 1987 году. В 1988 году были учреждены ещё один орден и одна медаль. Таким образом орденов стало 21, а медалей — 56.
2. ↑  В части медалей это относилось к медалям «За отвагу» и «За боевые заслуги»; в Военно-Морском флоте к этому добавлялись медали Ушакова и Нахимова
3. ↑  Представлены изображения медалей, выдававшихся массово. Проекты медалей, не выдававшиеся образцы и образцы с неочевидными различиями (например, различия в технологии крепления ушка медали — припаянное или штампованное) не представлены.
4. ↑  Планки представлены к вариантам медалей, для которых разрабатывались отдельные планки. Для медалей, выдававшихся до 1943 года, планки не предусматривались и в списке не представлены.
5. ↑  Иллюстрированы только варианты, вручавшиеся награждённым.
6. ↑  В случае принятия отдельного положения или инструкции о вручении даты принятия указываются в разделе «Комментарии».
7. ↑  При отсутствии ссылки на источник количество награждений указано по основному источнику.
8. ↑  Около 9 000 000 награждений трудящихся СССР, около 2 000 000 награждений военнослужащих СССР, около 5000 награждений иностранных граждан.